# Millionenschwer verliebt
Millionenschwer verliebt ist ein Schweizer Fernsehfilm aus dem Jahr 2006. Regie führte Mike Eschmann, produziert wurde der Film vom Schweizer Fernsehen und von Zodiac Pictures.

## Handlung
In Lisa Roths Leben dreht sich alles um ihre Angehörigen: Ihren Freund, den Maler René, ihre Mutter Ruth und ihren Sohn Jörg. Als sie ihren Freund mit einer anderen Frau erwischt, zieht sie zu ihrem schwulen Freund Simon. Dieser arbeitet als Portier beim Park-Hotel in Vitznau und vermittelt Lisa eine Stelle als Zimmermädchen. Durch ein Missgeschick verursacht sie einen teuren Schaden. Um diesen zu bezahlen, beginnt sie mit Gabriella Schneider, die sie im Hotel kennengelernt hat, die reichen Hotelgäste zu betrügen. Sie sammeln mit Lügengeschichten Spenden für gute Zwecke, behalten das Geld aber für sich.
Dabei verliebt sich Lisa in eines ihrer Opfer, den Unternehmer Martin Brodmann. Auch dieser verliebt sich in sie. Trotzdem schafft es Lisa ihn zu überzeugen und einen grossen Geldbetrag auf das Konto von Gabriella Schneider zu überweisen. Weil Lisa das schlechte Gewissen plagt, bittet sie Martin, die Überweisung abzubrechen. Martin macht das und reist ab nach New York.
Vom Hoteldirektor erfährt Lisa am nächsten Tag, dass die Versicherung die finanziellen Folgen ihres Missgeschicks übernehmen wird. Er bietet ihr eine Arbeit als Chefin der Bar an. An Weihnachten kommt Martin Brodmann verkleidet als Weihnachtsmann vorbei, worauf sich alles zum Guten wendet.

## Kritiken
tvspielfilm.de meint zum Film: "Absehbare Geschichte, aber doch ganz charmant."